# بليك مولر
بليك مولر (بالإنجليزية: Blake Mueller)‏ هو لاعب دوري الرغبي أسترالي، ولد في 10 مارس 1982 في Belmont, New South Wales ‏ في أستراليا.